# Vilém z Kunštátu a Boleradic
Vilém z Kunštátu a Boleradic († asi 1371) byl moravský šlechtic a zakladatel boleradicko-loučské větve rodu pánů z Kunštátu. 

## Život
Vilém byl nejmladším synem Gerharda z Kunštátu.  
První písemná zmínka pochází z roku 1350. Vilém se pravidelně účastnil zasedání zemských soudů a po svém otci zastával později úřad nejvyššího komorníka brněnské cúdy. V letech 1364–1365 se Vilém angažoval spolu se svým bratrem Bočkem z Kunštátu a Poděbrad na Hostýnských vrších při rozšiřování kunštátského dominia. Koupil tam hrad Křídlo a několik vsí. Po smrti svého nezletilého synovce Kuníka získal hrad Loučky s loučským panstvím. V červnu 1369, kdy se zúčastnil zasedání zemského soudu, se v listinách uvádí naposledy. O čtyři roky se zmiňuje již jako mrtvý a z listin vyplývá, že zemřel pravděpodobně roku 1371. 
Vilém z Kunštátu a Boleradic po sobě zanechal nezletilé tři syny, které v letech 1373–1374 zastupoval jejich starší bratranec Erhart starší z Kunštátu. Nejstarší Vilémův syn se jmenoval Vilém (II.), druhý syn se jmenoval Čeněk (I.) a třetí syn Smil (I.). Všichni se uváděli s predikáty "z Boleradic," "z Louček" a z "Lomnice."